# Mitophis calypso
Mitophis calypso là một loài rắn trong họ Leptotyphlopidae. Loài này được Thomas mô tả khoa học đầu tiên năm 1985.